# Вараждин
Ва́раждин (хорв. Varaždin, нім. Warasdin, угор. Varasd, лат. Varasdinum) — місто у північно-східній Хорватії, на Драві, за 81 км на північ від Загреба. У 2011 році налічувало 38839 жителів. Адміністративний центр Вараждинської жупанії.
Місто відоме своєю бароковою архітектурою.

## Назва
Назва міста походить від угор. varoš, що означає «місто».

## Історія
У печері Віндія у Доні Вочі, що поблизу Вараждина, були знайдені рештки неандертальця віком приблизно 44 тис. років.
Археологічні розкопки доводять, що поселення існувало тут за часів римлян, про що свідчать назви двох існуючих вулиць — Віа-Мілітіум та Віа-Петовіа (сьогоднішні вулиці Браче-Радич та Оптуїска).
Перша письмова згадка про місто — 20 серпня 1181, коли король Бела III згадав під назвою Гарестін, поблизу термальних джерел (Вараждинське Топлиці).
У 1209 угорський король Андраш II надав Вараждину першому з хорватських міст грамоту вільного королівського міста. Місто стало економічним та військовим центром північної Хорватії. Через османські напади, місто було побудовано навколо старої фортеці. На початку 13 століття госпітальєри збудували у місті церкву та монастир.
Наприкінці XIV століття фортеця Вараждин перейшла під оруду графів Ціллі. У наступнІ століття у Вараждині було декілька сеньйорів, найвпливовішими з яких були Франкопани, маркграф Георг Бранденбург, який збудував ратушу; останнім був барон Іван Унгнад, який підсилив існуюче укріплення. Наприкінці XVI століття граф Тамаш Ердьодь став його власником, зайнявши спадкове становище префектів Вараждина (жупана), а фортеця залишалася у власності родини Ердьодь до 1925 року.
У 1756 році бан Франц Леопольд фон Надашдь оголосив Вараждин офіційною резиденцією і Вараждин став столицею всієї Хорватії. Тут засідали хорватський сабор та королівська хорватська рада, заснована імператрицею Марією Терезією.
Періоди Реформації та Контрреформації мали великий вплив на Вараждин. Єзуїти заснували школу (гімназію) та будинок єзуїтів, збудовано церкви та інші споруди у стилі бароко. У XVIII столітті Вараждин був резиденцією багатьох хорватських дворян, а в 1756 році став адміністративним центром Хорватії. Пожежа 1776 року знищила більшу частину міста, в результаті чого адміністративні установи повернулися до Загреба.
Вараждин був адміністративним центром Вараждинської жупанії Королівства Хорватія-Славонія у складі Австро-Угорської монархії, під орудою Королівства Угорщина після компромісу 1867 року.
У XIX столітті Вараждин  повністю перебудували і розширили, процвітали ремесла та торгівля, а згодом і виробництво шовку та цегли. Засновано театр, музичну школу, пожежну частину.
У ХХ столітті Вараждин перетворився на промисловий центр Північно-Західної Хорватії. З появою Югославії місто спочатку входило до Загребської області, а потім до Савської бановини. Виробництво текстилю Tivar засновано в 1918 році. У часи НДХ місто було адміністративним центром великої жупи Загір'я. 12 липня 1941 року Вараждин, оголошений усташами юденфрай, став першим містом у Хорватії, який отримав цю відзнаку. Під час хорватської війни за незалежність 1991 року у Вараждині база Югославської Народної Армії швидко здалася, що призвело до мінімальної кількості жертв і забезпечило зброєю (вартістю 600 млн доларів) хорватську армію.

## Економіка
Нині Вараждин — великий промисловий центр Хорватії. У місті розвинута текстильна, харчова промисловість та галузь ІТ. Тут розташований великий молокозавод «Віндія», відома текстильна фабрика «Вартекс», що дала назву футбольній команді вищої ліги «Вартекс» Вараждин.

## Населення
Населення громади за даними перепису 2011 року становило 46 946 осіб, 6 з яких назвали рідною українську мову. Населення самого міста становило 38 839 осіб.
Динаміка чисельності населення громади:
Динаміка чисельності населення міста:

## Населені пункти
Крім міста Вараждин, до громади також входять:
- Чрнець-Бишкупецький
- Доній Кучан
- Гоянець
- Горній Кучан
- Хращиця
- Ялковець
- Кучан-Мароф
- Поляна-Бишкупецька
- Збелава

## Клімат
Середня річна температура становить 10,38 °C, середня максимальна — 25,07 °C, а середня мінімальна — -6,44 °C. Середня річна кількість опадів — 872 мм.
| Клімат міста                                  | Клімат міста | Клімат міста | Клімат міста | Клімат міста | Клімат міста | Клімат міста | Клімат міста | Клімат міста | Клімат міста | Клімат міста | Клімат міста | Клімат міста | Клімат міста |
| Показник                                      | Січ.         | Лют.         | Бер.         | Квіт.        | Трав.        | Черв.        | Лип.         | Серп.        | Вер.         | Жовт.        | Лист.        | Груд.        |              |
| Середній максимум, °C                         | 5,30         | 7,32         | 11,97        | 16,54        | 21,68        | 25,07        | 24,44        | 23,71        | 19,48        | 14,40        | 8,53         | 4,51         |              |
| Середня температура, °C                       | −0,57        | 1,44         | 6,09         | 10,68        | 15,82        | 19,21        | 20,57        | 19,84        | 15,62        | 10,54        | 4,66         | 0,66         |              |
| Середній мінімум, °C                          | −6,44        | −4,43        | 0,24         | 4,78         | 9,93         | 13,34        | 16,71        | 15,97        | 11,74        | 6,68         | 0,79         | −3,23        |              |
| Норма опадів, мм                              | 42           | 45           | 57           | 69           | 74           | 100          | 90           | 94           | 84           | 81           | 78           | 58           |              |
| Середньомісячна швидкість вітру, м/с          | 1.90         | 2.16         | 2.50         | 2.50         | 2.38         | 2.10         | 2.00         | 1.80         | 1.80         | 1.90         | 2.00         | 2.00         |              |
| Середньомісячна сонячна радіація, кДж/м²·день | 4025         | 6761         | 10512        | 14881        | 18933        | 20801        | 21374        | 18573        | 13832        | 8627         | 4500         | 3232         |              |
| --------------------------------------------- | ------------ | ------------ | ------------ | ------------ | ------------ | ------------ | ------------ | ------------ | ------------ | ------------ | ------------ | ------------ | ------------ |
| Джерело:                                      |              |              |              |              |              |              |              |              |              |              |              |              |              |

## Освіта і культура
Вараждин — культурний і освітній центр країни. У місті є театр, міський музей (розташований у Старому місті), його філія — Ентомологічний музей (у палаці Герцер), музична школа, медичне училище, технікуми електротехнічний та електромашинобудування, текстильний, геотехнічний і політехнічний інститути, філія Загребського університету з 2 факультетами — Геотехнічним та Організації і ІТ та ін.
Вараждин славиться своїми «вечорами музики бароко», які збирають виконавців і слухачів з багатьох країн. Концерти проходять у старовинних церквах і замках міста. Однією з найвідоміших щорічних подій, що притягує тисячі туристів, є «Шпанцирфест», (Špancirfest) — фестиваль вуличних артистів. З відомих культурних заходів слід згадати Trash Film Festival — Міжнародний кінофестиваль малобюджетних бойовиків і споріднених жанрів. Культурно-історичною принадою Вараждина є, безперечно, Вараждинська громадянська гвардія, яка щосуботи несе варту перед міською ратушею, бере участь у церемоніях на важливих міських та окружних ювілеях тощо.
За 40 кілометрів від міста височить красивий неоготичний замок Тракошчан.

## Спорт
- У місті є Палац спорту Varaždin Arena, розвиваються такі види спорту як футбол, гандбол, баскетбол, волейбол, теніс, хокей, боротьба, водне поло, бадмінтон, велоспорт та ін.
- Місцевий футбольний клуб Varteks Varaždin виступає у першій хорватській лізі. Свої матчі він грає на стадіоні NK Varteks.

## Відомі постаті
- Ватрослав Ягич — хорватський лінгвіст, палеограф і археограф, літературознавець, історик, філолог-славіст.
- Іван Мілчетич — хорватський етнографічний діяч
- Міклошич Франьо — словенський, австрійський мовознавець.

## Визначні місця
Вараждин є найкраще збереженим і найбагатшим міським комплексом у континентальній Хорватії.
Старе місто (фортеця) — зразок середньовічних оборонних будівель. Будівництво розпочалося в 14 столітті, а в наступному столітті додалися округлі вежі, характерні для готичної архітектури Хорватії. Сьогодні в ньому розташований Міський музей. Фортеця зображена на реверсі хорватської банкноти 5 кун, випущеної в 1993 та 2001 роках.
Галерея давніх тав сучасних майстрів розташована у палаці Сермаж, побудованому у стилі рококо в 1750 році.
В 1523 році маркграф Георг Бранденбурзький побудував ратушу в стилі пізнього бароко, з гербом Вараждина біля підніжжя вежі, ратуша діє до сьогодення. Щосуботи проводиться церемонія зміни варти.
Собор у Вараждині, колишня єзуїтська церква, був побудований в 1647 році і вирізняється своїм входом у стилі бароко, вівтарем XVIII століття та картинами.
У місті є багато палаців та будинків у стилі бароко та рококо. Варто окремо згадати Варждинський Хорватський національний театр, побудований у 1873 р. за проектом віденських архітекторів Германа Гельмера та Фердинанда Фельнера.
Фестиваль барокової музики щорічно проводиться у Вараждіні з 1971 року та приваблює деяких найкращих музикантів та їхніх шанувальників з Хорватії та світу. Відвідувачам рекомендується також історичний вуличний фестиваль Шпанцир-фест що вересня.
У місті є своя стара міська гвардія під назвою Пургарі що бере участь у різних міських церемоніях, а також на щотижневій церемонії «зміни охоронців» перед ратушею.

### Старе місто (Старий град)
Заповідник Старе місто — один з найбільших пам'яток міста Вараждин і одна з найбільших туристичних визначних пам'яток. Він розташований у північно-західній частині центра міста. Сьогодні є під орудою міського музею Вараждина.
Уперше згадується з 12 столітті, і вважається центром життя жупанії Вараждин. Протягом століть утримувались численні зміни власності та реконструкції.
Старе місто було представлене на сьогодні неіснуючій купюрі в 5 кун. На купюрі було дзеркально зображено фактичний зовнішній вигляд заповідника.

### Церкви та монастирі
| - Парафіяльна церква Святого Миколая - Єзуїтський коледж та церква Святої Марії, сьогодні Кафедральний собор - Францисканський монастир та церква святого Івана Хрестителя - Урсулінський жіночий монастир та церква Різдва Христового - Капуцинський монастир та церква Святої Трійці |  |  | - Каплиця Святого Флоріана - Каплиця Святого Віта - Каплиця святих Фабіана і Себастьяна - Каплиця Святого Роха - Православна церква Георгія |

### Барокові палаци
| - Ратуша - Бужанський палац - Палац Драшковичей - Палац Еггершдорферів - Палац Ердьоді - Палац Ердьоді-Оршичів - Палац Герзерів - Палац Гінтерхользерів - Палац Янковичей |  |  | - Палац Кеглевичів - Палац Вараждинської жупанії - Палац Загребського Каптолу - Палац Патачичів - Палац Патачичів-Путтарів - Палац Петковичів - Палац Принських-Prašinski-Шермаге - Садиба Полін |

### Вараждинський цвинтар
Цвинтар датується 1773 роком, і він був звичайним місцем до 1905 року, коли у Германа Галлера виникла ідея зробити його більш подібним до парку з великими деревами та алеями, щоб громадяни могли прогулятися. Реконструкція кладовища була здійснена між 1905 та 1947 роками, і його сучасний ландшафт та архітектура датуються цими роботами.

### Також туристичні місця
- фортеця Stari Grad (Старе місто) — біла споруда XVI сторіччя
- палац XVII сторіччя, у якому розмістилась Галерея мистецтв
- францисканський майдан — Franjevački Trg
- францисканська церква Св. Іоанна Хрестителя з фресками XVIII сторіччя
- площа короля Томіслава
- ратуша (датована 1553-м роком)
- дім Яккомінта — стара кондитерська крамниця
- Собор Успіння Пресвятої Діви Марії з 1646 р.
- Ентомологічний музей

## Транспорт

### Автотранспорт
Поруч із Вараждином проходить автострада A4, що сполучає Загреб та Чаковець/кордон Угорщини. Також поряд із Вараждином пролягає автошлях D3.

### Залізниця
Станція Вараждин є кінцевою трьох залізничних ліній: L201 (до Голубовця), R202 (до Даля через Копривницю, Вировитицю та Осієк) та R201 (до Загреба).

## Галерея

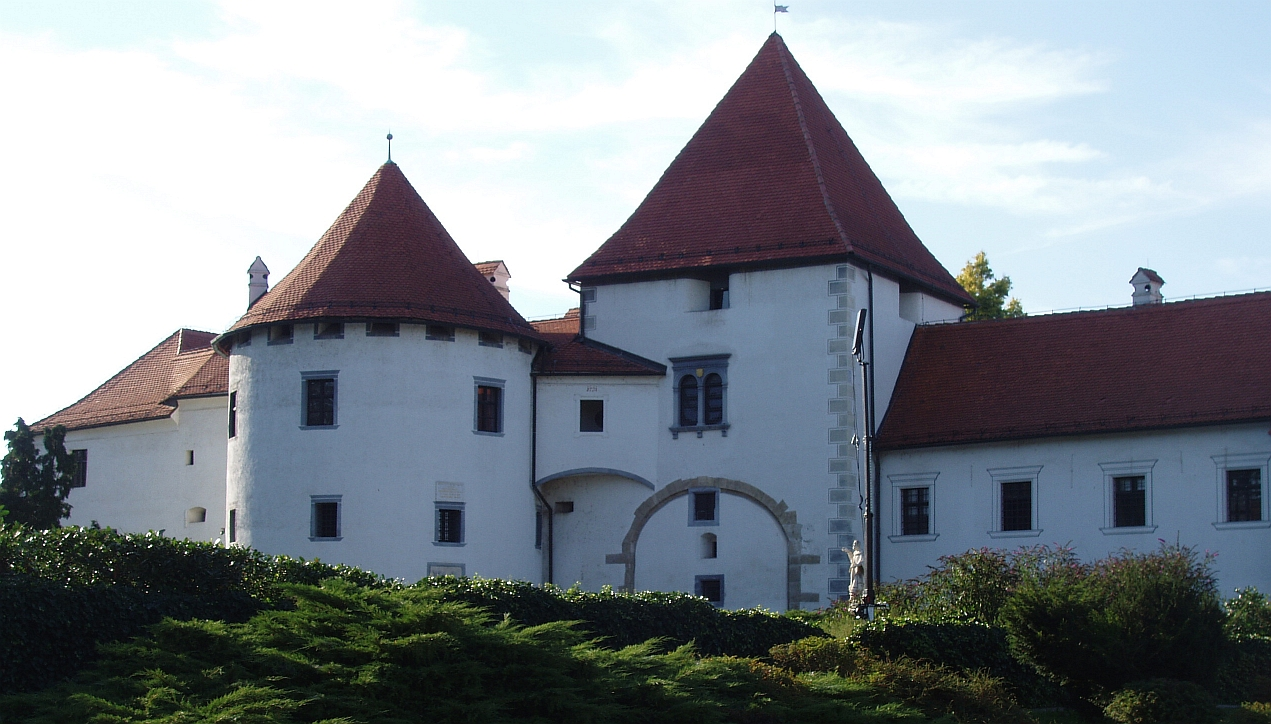
Старе місто
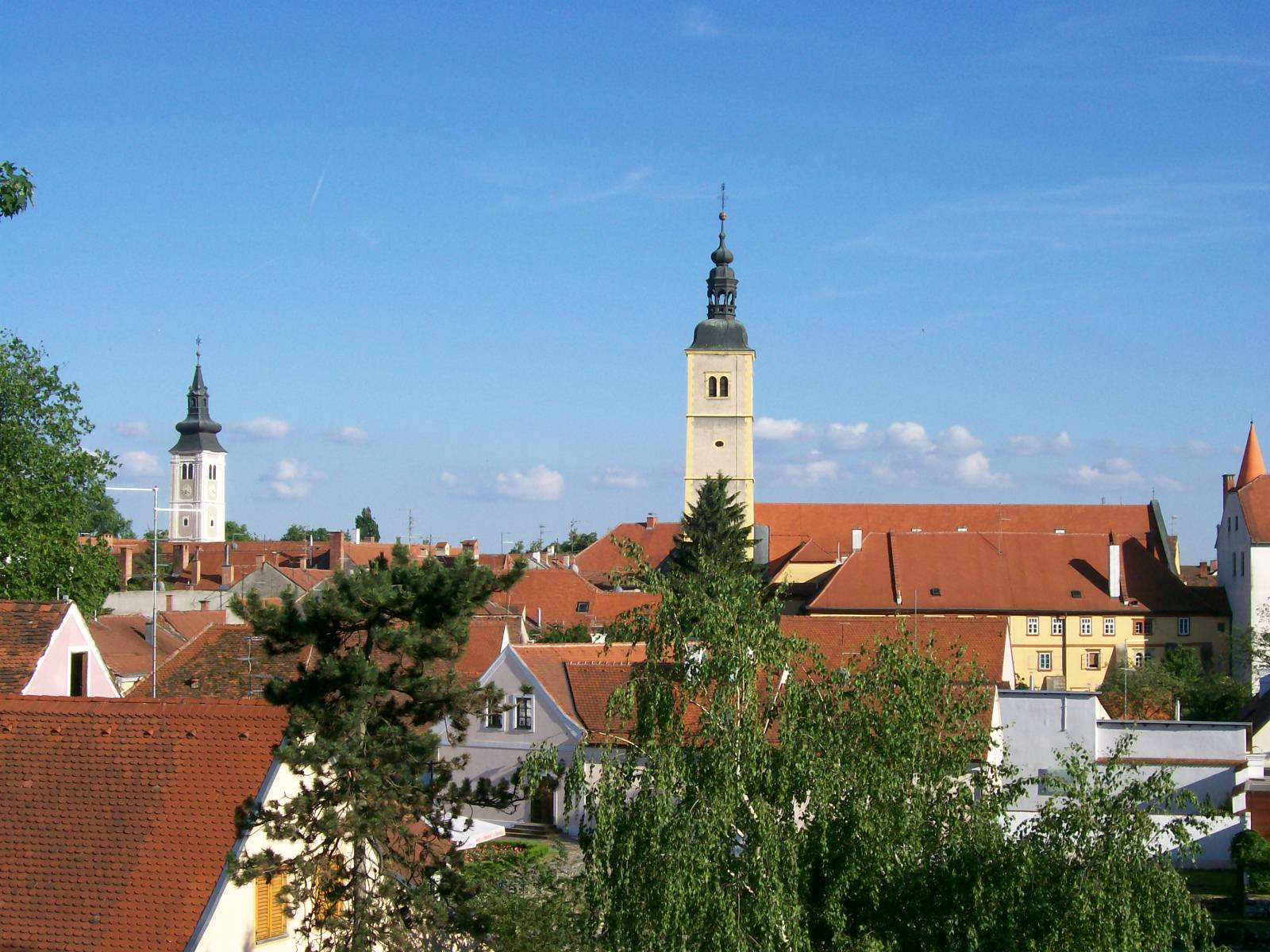
Панорама міста
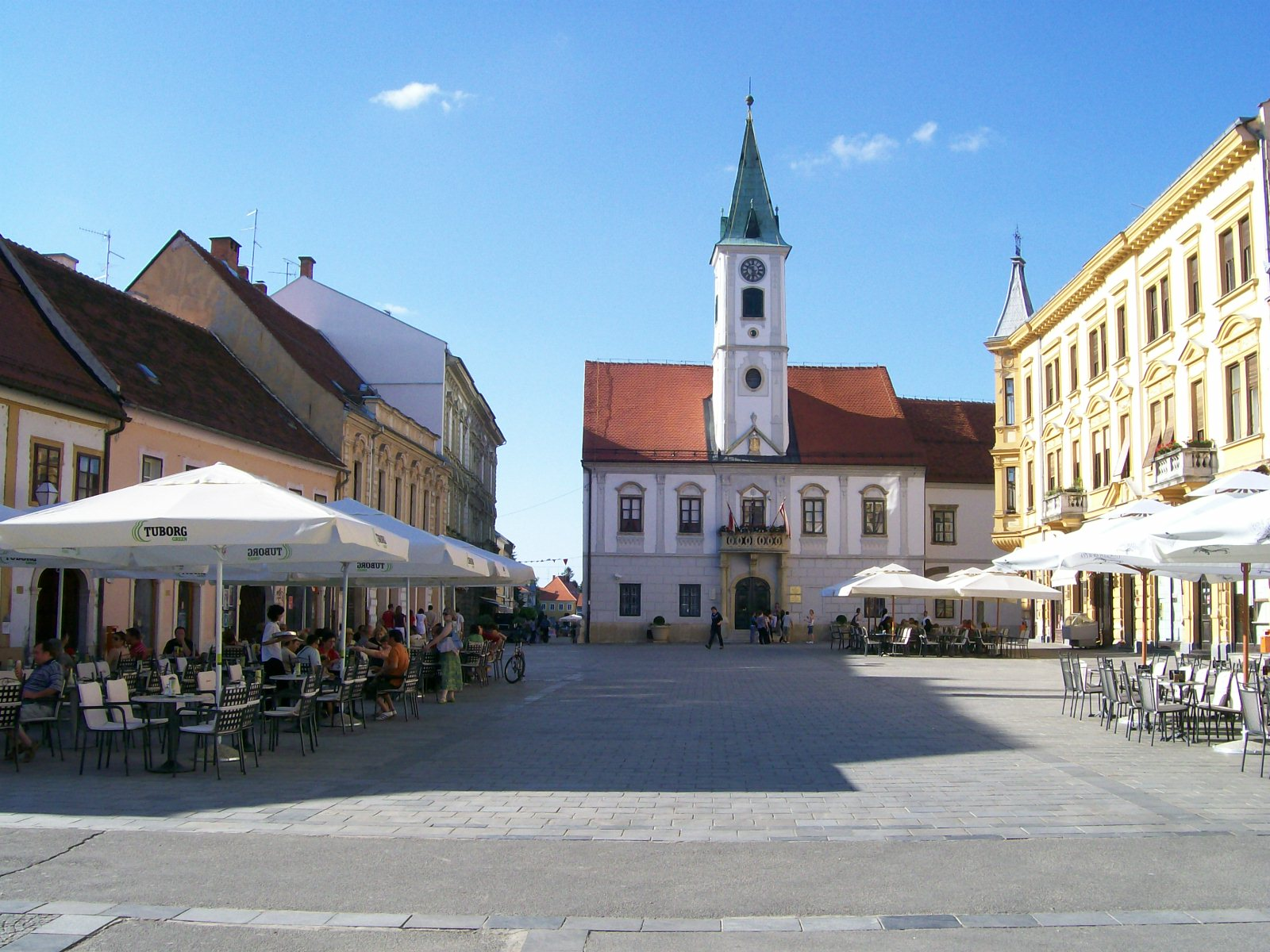
Центральний вараждинський майдан, відомий у народі як Корзо
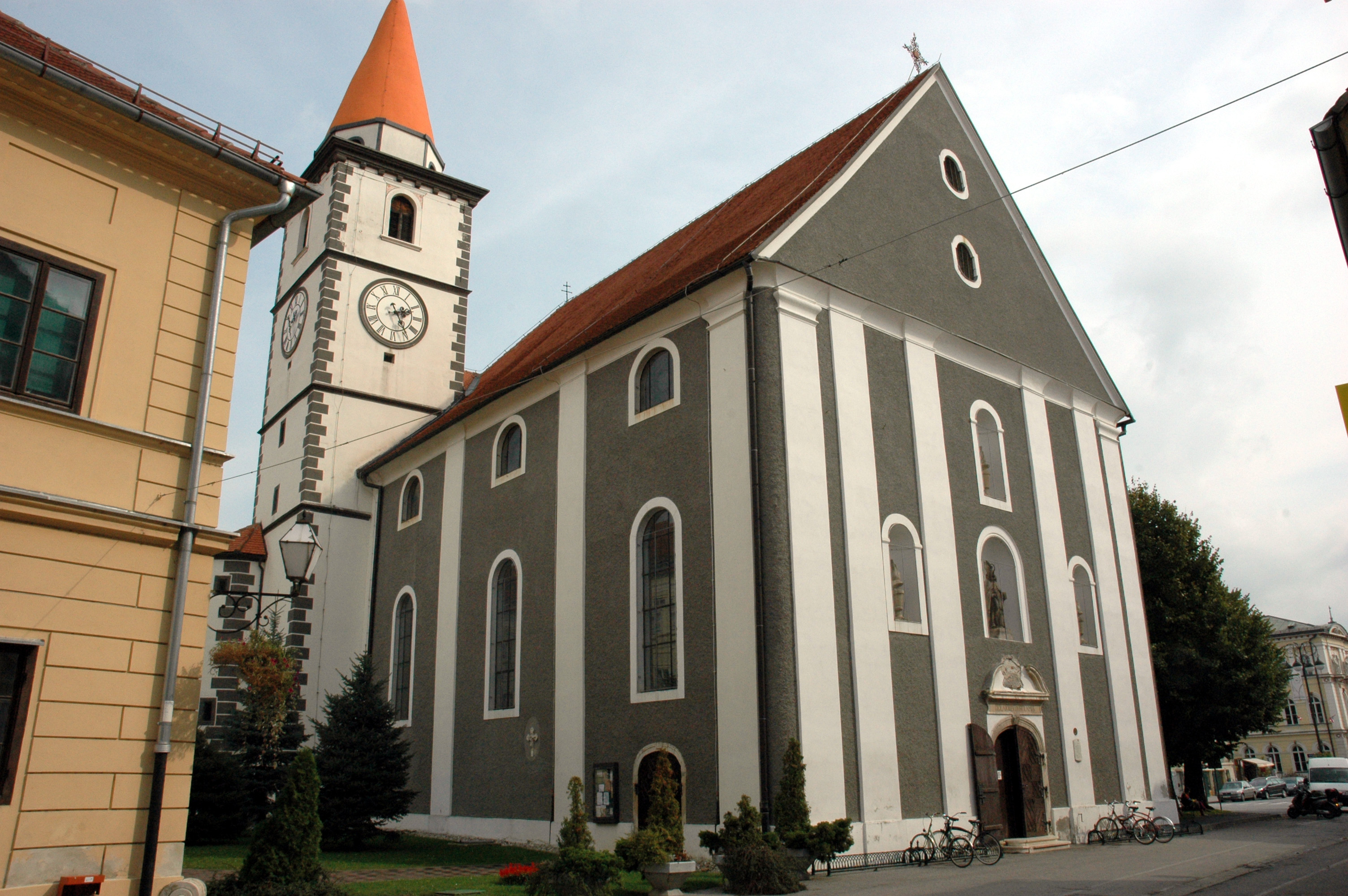
Парафіяльна церква Св. Миколая у Вараждині
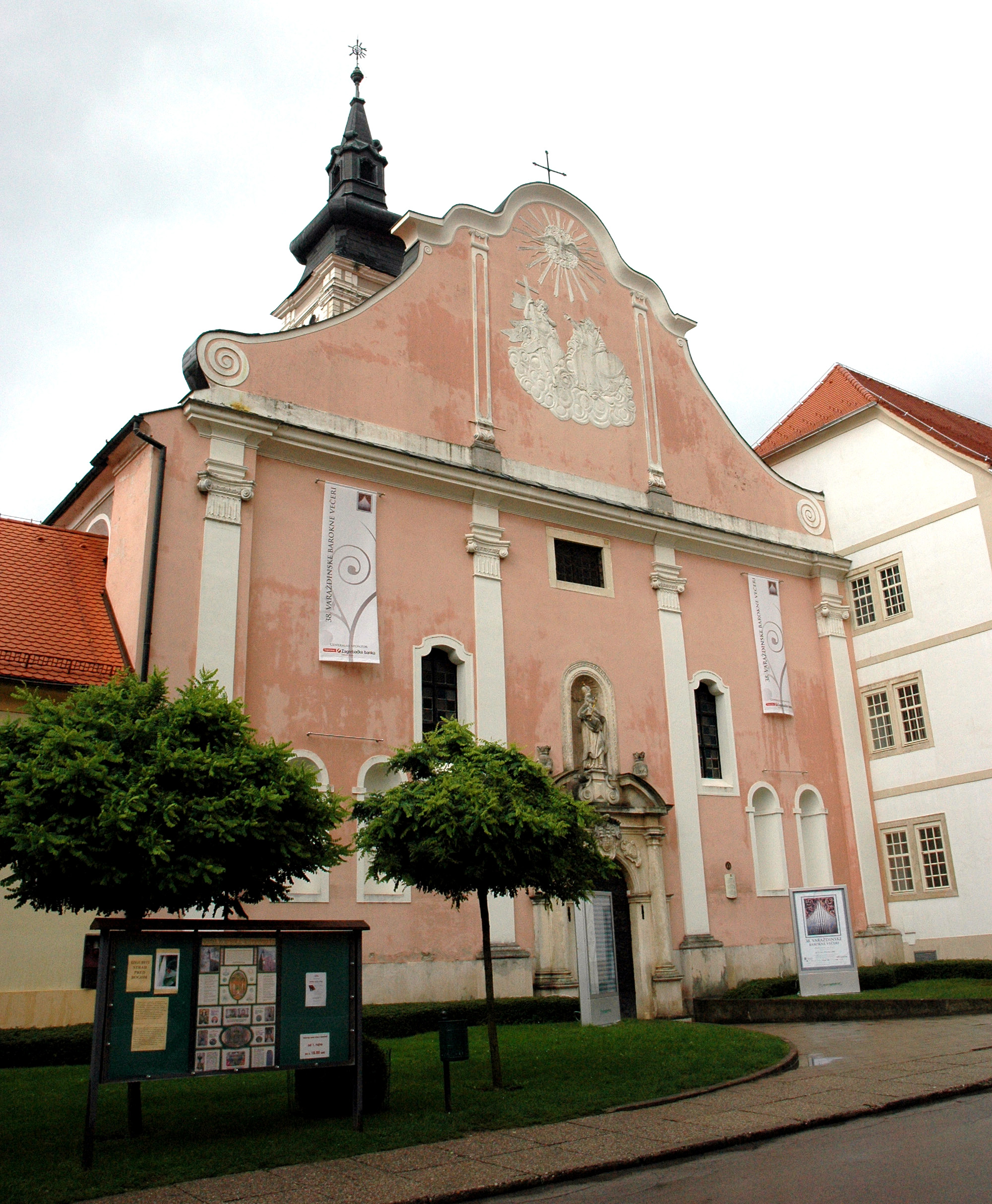
Колишня церква єзуїтів, нині — собор Вараждина
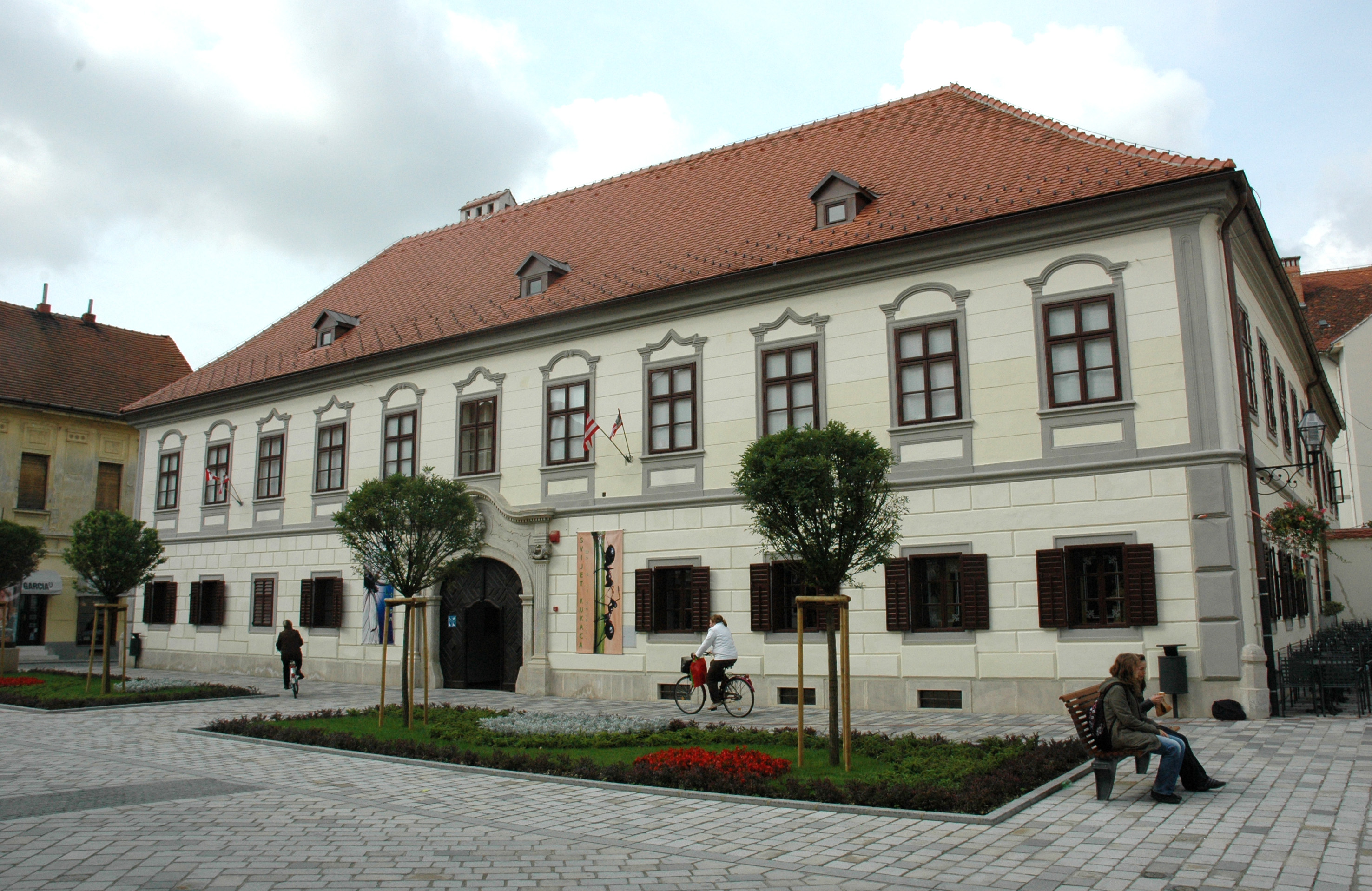
Палац Герцер
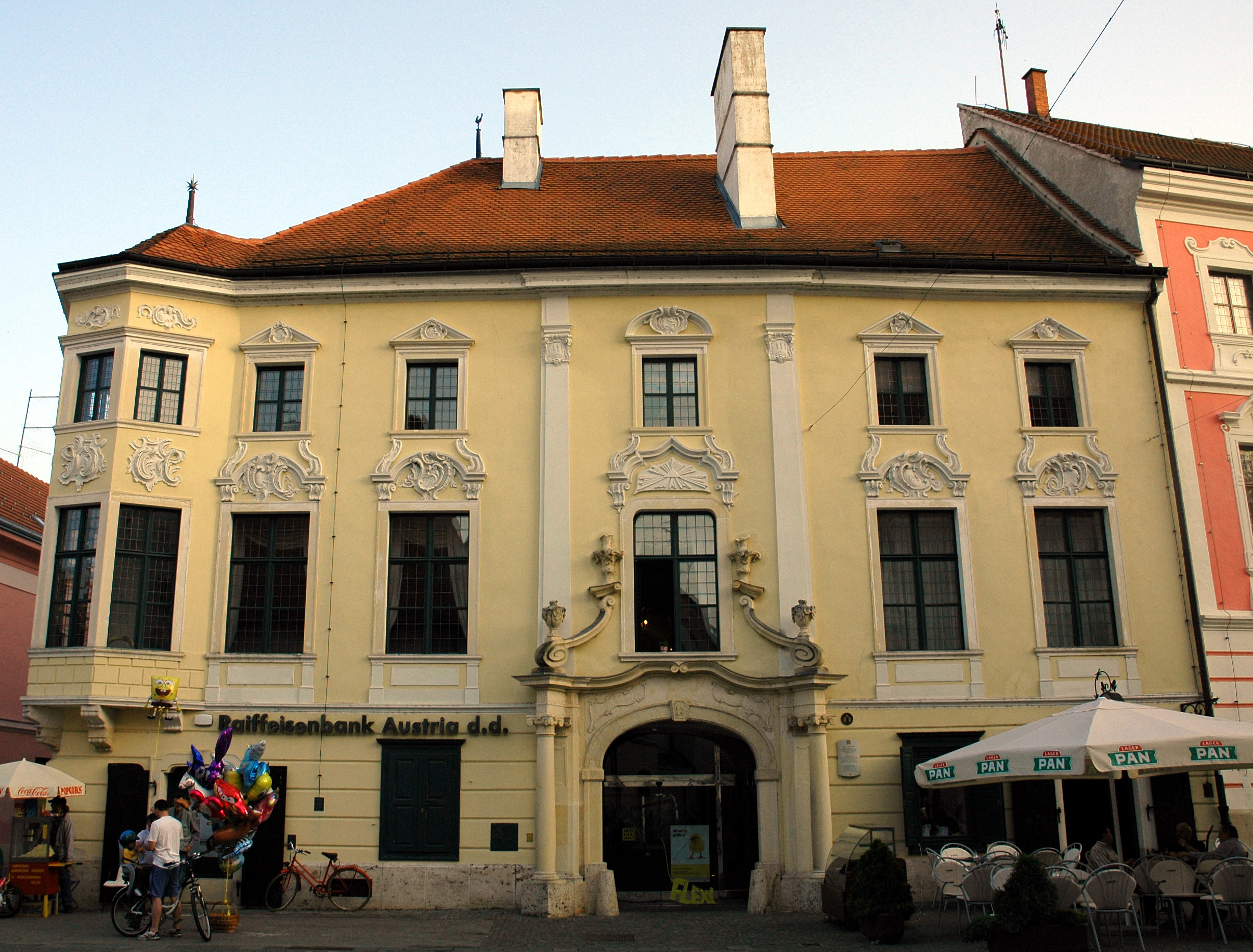
Палац Патачич